# Tarquin Fin-tim-lin-bin-whin-bim-lim-bus-stop-F'tang-F'tang-Olé-Biscuitbarrel
Tarquin Fin-tim-lin-bin-whin-bim-lim-bus-stop-F'tang-F'tang-Olé-Biscuitbarrel was de aangenomen naam van een kandidaat voor de tussentijdse verkiezing in 1981 voor een zetel in het  Britse Lagerhuis.
In oktober 1981 overleed het Conservatieve Lagerhuislid Sir Graham Page. De zetel van het district Crosby in Merseyside kwam daarmee vacant en er werden tussentijdse verkiezingen georganiseerd, te houden op 26 november. Negen personen stelden zich kandidaat, onder wie John Desmond Lewis, een toen 22-jarige student uit Hayes in Middlesex. Lewis was oprichter en leider van de Cambridge Raving Looney Society en later lid van de Official Monster Raving Loony Party. Door middel van een deed poll veranderde hij zijn naam officieel in Tarquin Fin-tim-lin-bin-whin-bim-lim-bus-stop-F'tang-F'tang-Olé-Biscuitbarrel, naar een personage in de Monty Python-sketch Election Night Special.
Shirley Williams, voormalige Lagerhuislid voor Labour maar in 1981 uitkomend voor een kiesverbond van de SDP en de Liberal Party, won de verkiezing met 28.118 stemmen (49%). "Mr Tarquin Biscuit-Barrel", zoals de Returning Officer hem aanduidde  tijdens de officiële uitslagprocedure, werd vijfde met 223 stemmen.